# أدريان إيفانز
أدريان إيفانز (بالإنجليزية: Adrienne Evans)‏ هي باحثة بريطانية، ولدت في 22 فبراير 1984.